# Hit the Road to Dreamland
Hit the Road to Dreamland ist ein Popsong, den Harold Arlen (Musik) und Johnny Mercer (Text) verfassten und 1942 veröffentlichten.

## Hintergrund
Das Songwriter-Team Arlen/Mercer schrieb Hit the Road to Dreamland für die Paramount-Musical-Verfilmung Star Spangled Rhythm, in dem der Song in einem fahrenden Zug von Dick Powell, Mary Martin und dem Golden Gate Quartet vorgestellt wurde. Es waren zwei Songs von Harold Arlen und Johnny Mercer aus Star Spangled Rhythm, die Erfolg hatten, Hit the Road to Dreamland und That Old Black Magic.

## Erste Aufnahmen und spätere Coverversionen
Johnny Mercer und die Mellowaires nahmen den Song, begleitet vom Freddie Slack Orchestra, am 31. Juli 1942 für Capitol Records auf. Die Single gelangte auf #16 der US-Charts. Slacks Orchester war auch an der Aufnahme des Songs von Margaret Whiting & Meadowlarks (1943) beteiligt.  Zu den Musikern, die den Song ab den 1940er-Jahren coverten, gehörten Tommy Dorsey, das Sauter-Finegan-Orchestra, Pearl Bailey, Les Brown Orchestra (Gesang Jo Ann Greer), Diahann Carroll, Cleo Laine, Tony Perkins/Marty Paich, Sarah Vaughan, Don Rendell, Mark Murphy, Mel Tormé, Tal Farlow, Marlene VerPlanck, Rosemary Clooney, Dave McKenna, Meredith D’Ambrosio, Jane Monheit und Susannah McCorkle.
Der Diskograf Tom Lord listet im Bereich des Jazz insgesamt 33 (Stand 2015) Coverversionen. Auch Patti Clayton & The Four Vagabonds, Dinah Shore (1943), Bing Crosby & Trudy Erwin, Jerry Lewis, Warren Barker (1959), Connie Stevens, Dean Martin und Dr. John nahmen den Song auf. Hit the Road to Dreamland fand u. a. Verwendung im Soundtrack des Spielfilms  L.A. Confidential (1997).